# British Grenadiers
British Grenadiers – brytyjski marsz wojskowy, oficjalny marsz pułku piechoty Grenadier Guards, a także pułków Royal Artillery i Royal Regiment of Fusiliers. Okoliczności powstania melodii nie są znane, możliwe że pochodzi ona z drugiej połowy XVI wieku. Tekst, wychwalający dokonania brytyjskich grenadierów, w oryginalnym kształcie skomponowany został pod koniec XVII wieku. W późniejszym czasie powstał jego wariant, w którym pojawia się odniesienie do bitwy pod Waterloo (1815).